# Фаціальний аналіз
Фаціальний аналіз (рос. фациальный анализ, англ. facies analysis, нім. Faziesanalyse f) – комплексні дослідження, які спрямовані на визначення умов формування гірських порід у минулому. Фаціальних аналіз або фаціальні реконструкції – процедура генетична, по суті є генетичним тлумаченням виявлених змін у складі відкладень. Ф.а. в залежності від обраних ознак досліджуваного об'єкта і мети дослідження дає можливість відновити або обстановку осадонакопичення, або умови (гідродинаміку) середовища. Включає літо-, біо- та сейсмофаціальний аналіз (див. сейсмовація), а також ретельний аналіз загальногеологічних даних (площі розповсюдження, потужності, переходів за простяганням і т.д.). Ф.а. – це узагальнююча дисципліна, в якій дані з різних галузей знань використовуються для відтворення давніх обстановок. 